# Oly Ilunga Kalenga
Pour les articles homonymes, voir Kalenga.
Oly Ilunga Kalenga est un médecin et homme politique congolais né le 24 juin 1960 à Lubumbashi. Il fut ministre de la Santé de la République démocratique du Congo de 2016 à 2019. Accusé d'avoir détourné des fonds destinés à la lutte contre Ebola, il est condamné à cinq ans de travaux forcés le 23 mars 2020.

## Biographie

### Jeunesse et vie en Belgique
De son nom complet Oly Ilunga Kalenga Tshimankinda, il naît le 24 juin 1960 à Lubumbashi (RDC), à l'époque dénommée Élisabethville. Son père, Placide Ilunga Kakasu, est un militaire ayant participé au coup d'État contre Albert Kalonji dans le Sud-Kasaï, et qui atteindra le rang de général de brigade avant d'être mis à la retraite à la suite du « coup d'État monté et manqué » de 1975,.
Oly Ilunga Kalenga arrive à l'âge de 13 ans en Belgique pour y poursuivre sa scolarité. Il étudie notamment à l'université catholique de Louvain (UCLouvain), où il obtient le grade de « docteur en médecine chirurgie et accouchement » en 1984. De 1985 à 1986, il obtient un diplôme de statistiques appliquées à l'épidémiologie et à la recherche clinique à l'université Pierre-et-Marie-Curie (France) avant de décrocher à l’UCLouvain un doctorat en santé publique en 1990 et une spécialisation en médecine interne en 1991. Il est également titulaire d’un MBA en management obtenu à la Louvain School of Management en 1992. 
Il travaille pendant plus de 25 ans aux « Cliniques de l'Europe », groupe hospitalier bruxellois où il devient chef de service des soins intensifs en 1993, ainsi que directeur médical et administrateur délégué en 2013,. Durant ces années, il acquiert le surnom de « Docteur Jim »,.
Proche de l'ancien Premier ministre Étienne Tshisekedi, il lit son « message au peuple congolais » depuis Bruxelles, où ce dernier est convalescent, lors du 55e anniversaire de l'Indépendance. Il veille également sur sa santé durant les dernières années de sa vie.

### Carrière politique

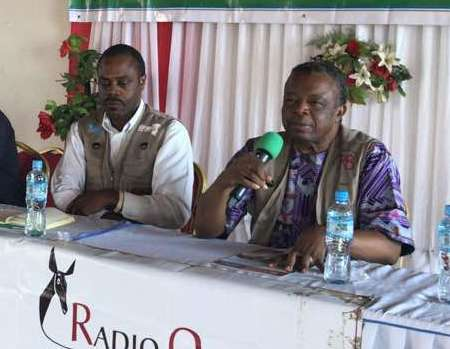
Oly Ilunga Kalenga (à gauche) avec le virologue Jean-Jacques Muyembe lors d'une émission de Radio Okapi en 2018 à Beni sur l'épidémie d'Ebola.

À partir de 2000, Oly Ilunga Kalenga travaille en tant que consultant pour le ministère congolais de la Santé pendant ses vacances. 
Il est nommé ministre de la Santé dans le gouvernement de Samy Badibanga en décembre 2016, et quitte officiellement son poste aux Cliniques de l'Europe le 1er janvier 2017 pour se consacrer à ses nouvelles fonctions. Lors du remaniement de mai 2017, il conserve son portefeuille ministériel dans le gouvernement de Bruno Tshibala. 
En mai 2018, à la suite de révélations de Jeune Afrique dénonçant la double nationalité de certains membres du gouvernement alors que la loi congolaise l'interdit, il fait savoir qu'il a renoncé à sa nationalité belge dès sa nomination en 2016,.
Le 1er août 2018, il annonce que la RDC fait face à une nouvelle épidémie de maladie à virus Ebola, une semaine seulement après la fin de la précédente. Le mois suivant, il dénonce la qualité médiocre des diplômes congolais du secteur de la santé, estimant qu'il s'agit là d'un défi à surmonter pour lutter contre Ebola. Début décembre, il affirme que cette nouvelle épidémie est la plus grave au monde après celle de 2014 ayant touché l'Afrique de l'Ouest.
Lors de l'élection présidentielle de 2018, il soutient Emmanuel Ramazani Shadary, assurant la coordination de la « cellule santé » du candidat. À la suite de l'élection de Félix Tshisekedi à la présidence, il reste en poste pendant plusieurs mois dans le gouvernement Tshibala, le temps de la nomination d'un nouveau gouvernement. 
En juillet 2019, alors que l'épidémie d'Ebola est déclarée par l'OMS « urgence de santé publique de portée internationale », il démissionne de ses fonctions, indiquant être opposé à la reprise en main par la Présidence de la lutte contre cette épidémie. Il dénonce des lignes de commandement peu claires, des risques de confusion préjudiciables à la riposte, ainsi que de « fortes pressions » pour qu'un nouveau vaccin, auquel il s'oppose, soit administré à la population. Cette démission est également interprétée[Par qui ?] sous l’angle du différend politique et personnel entre le nouveau président de la République Félix Tshisekedi et Oly Ilunga, dont l'entrée dans le gouvernement de transition a été ressentie à l'UDPS comme une « trahison ». Il est remplacé le 30 juillet par Pierre Kangudia.

### Ennuis judiciaires
Le 27 août 2019, Oly Ilunga Kalenga est auditionné par le parquet général dans le cadre d'une enquête sur la gestion des fonds publics destinés à la lutte contre Ebola. Trois de ses ex-collaborateurs sont également mis en garde à vue. Le 14 septembre, il est lui-même interpellé et placé en garde à vue par la police, qui l'accuse de vouloir quitter le pays, ce qui sera démenti par ses avocats. Il est notamment accusé d'avoir détourné 4,3 millions de dollars destinés à la lutte contre Ebola,.
Le 17 septembre, il comparait devant la Cour de cassation, qui l'assigne à résidence. Le 23 mars 2020, il est condamné à 5 ans de travaux forcés, aux côtés de son ancien conseiller financier Ezechiel Mbuyi Mwasa, pour avoir détourné fin 2018 plus de 400 000 $ destinés à la lutte contre l'épidémie d'Ebola. À la suite de cette condamnation, il clame son innocence dans un communiqué qu'il publie le jour même sur Twitter[source insuffisante]. Après avoir été accepté, son pourvoi en cassation est finalement rejeté en mai 2020 par le greffier de la cour, une décision critiquée par ses avocats qui dénoncent un déni de justice.

## Publications
Article de presse
- (en) « We’ve halted the spread of deadly Ebola in Congo – so what went right? », The Guardian,‎ 25 juillet 2018 (lire en ligne)